# じょうぎ座銀河団
じょうぎ座銀河団（じょうぎざぎんがだん、英： Norma Cluster ； 別名 ACO 3627 または Abell 3627）は、空間密度の高い銀河団の一つで、質量は1015太陽質量 のオーダーと見積もられている。
地球から約68メガパーセク（2億2000万光年）と近く明るい銀河団だが、銀河面吸収帯（天の川銀河内の星間物質が観測を妨げる星野）に位置し、可視光観測が困難である。
グレート・アトラクター中心に近く、関連性が研究されてきた。
2014年9月に、ハワイ大学のブレント・タリーを中心とするグループが、グレート・アトラクターを中心として、それに重力的に支配された銀河から構成される、直径約5億2千万光年のラニアケア超銀河団を提案する論文を発表した。この説では、グレート・アトラクターの位置は、じょうぎ座銀河団にほぼ一致するとしている。